# Luca Bercovici
Luca Josef Bercovici (New York, 22 febbraio 1957) è un regista, sceneggiatore, attore e produttore cinematografico statunitense.

## Biografia
Di origini rumene da parte di padre e italiane da parte di madre, Bercovici nacque a New York da Eric Bercovici. Dai cinque ai dieci anni visse con la famiglia a Roma, nei pressi di Villa Borghese. In seguito ha abitato anche a Londra, in California e ovviamente a New York.
Il vero cognome della famiglia Bercovici sarebbe Halevy. Il bis-bisnonno di Luca, per sfuggire agli obblighi di leva in Romania, espatriò utilizzando dei documenti falsi a nome Bercovici. Da quel momento la famiglia mantenne il cognome fittizio. Buona parte della famiglia di Luca Bercovici lavora o ha lavorato nel mondo dello spettacolo e del cinema: suo padre Eric e suo nonno Leonardo sono stati registi e sceneggiatori; sua sorella Hilary è vice presidente di una casa discografica indipendente, la Marrowland Records; la sua matrigna Karen è un'attrice.
Dopo aver frequentato i college di Redwoods e Santa Monica, si è laureato alla Loyola Marymount University.
Attualmente vive a Mar Vista (California).

## Filmografia

### Regista

#### Cinema
- Dark Tide (1994)
- Convict 762 (1997)
- Vendette parallele (BitterSweet) (1999)

#### Televisione
- The Making of 'Kill Your Darlings' - docu-film TV (2006)

### Regista e sceneggiatore
- Ghoulies (1985)
- Rockula (1990)
- Eredi di sangue (The Granny) (1995)
- Nemici giurati (The Chain) (1996)
- Il prezzo della fortuna (Luck of the Draw) (2000)

### Sceneggiatore
- Ghoulies II - Il principe degli scherzi (Ghoulies II), regia di Albert Band (1988)
- Ghoulies III - Anche i mostri vanno al college (Ghoulies III: Ghoulies Go to College), regia di John Carl Buechler (1991)
- Ghoulies IV, regia di Jim Wynorski (1994)
- Fekete leves, regia di Erik Novák (2014)
- Hotel of the Damned, regia di Bobby Barbacioru (2016)

### Attore
- Corpo a corpo (Flesh & Blood), regia di Jud Taylor – film TV (1979)
- Stone, regia di Corey Allen (1980) – film TV
- The Return of Frank Cannon – film TV (1980)
- Chicago Story, regia di Eric Bercovici – film TV (1981)
- 1981 Death of a Centerfold: The Dorothy Stratten Story (film per la tv)
- 1981 The Ordeal of Bill Carney (film per la tv)
- 1981-1985 Simon & Simon (serie tv)
- 1982 Mutanti
- 1982 The Renegades (film per la tv)
- 1983 Frightmare
- 1983 Emergency Room (film per la tv)
- 1983 Space Raiders
- 1983 For Love and Honor (film per la tv)
- 1983 For Love and Honor (serie tv)
- 1985 Professione pericolo (serie tv)
- 1985 Supercopter (serie tv)
- 1985 Il vincitore
- Storie incredibili (Amazing Stories) - serie TV, episodio 1x14 (1986)
- 1988 Andy Colby's Incredible Adventure
- 1988 Fuori dal tunnel
- 1989 Miami Vice - serie TV , episodio 5x18 , " World of Trouble "
- 1989 Passione mortale
- 1990 Lucky Chances (serie tv)
- 1990 Rockula
- 1990 Uno sconosciuto alla porta
- 1991 K2 - L'ultima Sfida
- 1992 Mission of Justice
- 1992 2 poliziotti a Palm Beach (serie tv)
- 1992 Inside Monkey Zetterland
- 1992 Sunset Heat
- 1992 I Dinamitardi
- 1993 A Twist of the Knife (film per la tv)
- 1993 Time Trax (serie tv)
- 1993 Doppia immagine 2
- 1994 Detective in Corsia (serie tv)
- 1994 Scanner Cop
- 1994 Stranger by Night
- 1994 Omicidio nel vuoto
- 1995 M.A.N.T.I.S. (serie tv)
- 1995 SeaQuest (serie tv)
- 1995 The Granny
- 1996 One Clean move (cortometraggio)
- 1996 The Big Squeeze
- 1996 Nemici Giurati
- 1996 Walker Texas Ranger (serie tv)
- 1996 FX/The Illusion (serie tv)
- 1997 Angry Dogs
- 1999 Spie (serie tv)
- 1999 Vendette Parallele
- 1999 Sons of Thunder (serie tv)
- 2001 Burning Down the House
- 2001 Dirt Boy
- 2001 Hard Luck
- 2002 Flatland (serie tv)
- 2007 Eyes (serie tv)
- 2008 Richard III
- 2008 Stag Night
- 2009 Night Train
- 2011 Letting Go

### Produttore
- 1996 Waiting Games

## Doppiatori italiani
- Massimo Lodolo in Supercopter